# Одисеја (филм из 2026)
Одисеја (енгл. The Odyssey) је предстојећи епски акционо-авантуристички филм из 2026. године, режисера, сценаристе и ко-продуцента Кристофера Нолана, заснован на истоименом Хомеровом епу. Главну улогу тумачи Мет Дејмон као Одисеј, краљ Итаке, а прича прати његово путовање кући након Тројанског рата како би се поново састао са својом женом, Пенелопом. Остале улоге тумаче Том Холанд, Ен Хатавеј, Зендеја, Лупита Нјонго, Роберт Патинсон и Шарлиз Терон.
У октобру 2024. откривено је да Нолан развија свој наредни филм у сарадњи са студиом Universal Pictures, са којим је сарађивао и на свом претходном филму Опенхајмер (2023). Кастинг је одржан у наредним месецима, а у децембру је објављено да ће филм бити адаптација Хомерове Одисеје. Снимање је заказано за крај фебруара 2025. у Уједињеном Краљевству, Мароку и широм Италије. Са процењеним буџетом од 250 милиона долара, ово је најскупљи филм у Нолановој каријери.
Филм ће изаћи 17. јула 2026. године.

## Радња
Филм прати Одисеја, легендарног грчког краља Итаке, на његовом опасном путовању кући након Тројанског рата, његове сусрете са киклопом Полифемом, Сиренама и вештицом-богињом Кирком, као и његов поновни сусрет са супругом Пенелопом.

## Улоге
| Глумац          | Улога   |
| --------------- | ------- |
| Мет Дејмон      | Одисеј  |
| Том Холанд      | Телемах |
| Ен Хатавеј      |         |
| Зендеја         |         |
| Лупита Нјонго   |         |
| Роберт Патинсон |         |
| Шарлиз Терон    | Кирка   |
| Џон Бернтал     |         |
| Бени Сафди      |         |
| Џон Легвизамо   |         |
| Елиот Пејџ      |         |
| Химеш Пател     |         |
| Бил Ирвин       |         |
| Саманта Мортон  |         |
| Џеси Гарсија    |         |
| Вил Јун Ли      |         |
| Рафи Гаврон     |         |
| Шајло Фернандез |         |
| Мија Гот        |         |
| Кори Хокинс     |         |
| Ник Е. Тарабеј  |         |
| Џими Гонзалес   |         |
| Морис Компти    |         |